# خطوط عريضة للتعليم
يمثل الإطار التفصيلي التالي نظرةً عامةً على التعليم وكذلك دليلاً موضوعيًا له:
التعليم - في مفهومه العام، هو أي فعل أو خبرة ذات تأثير تكويني على العقل أو الشخصية أو القدرة الجسدية للفرد. ويعني التعليم تقنيًا العملية التي يتعمد المجتمع من خلالها نقل معرفته المتراكمة ومهاراته وقيمه من جيلٍ لآخر. ويمكن تعريف التعليم أيضًا على أنه العملية التي يصبح من خلالها الشخص متعلمًا.

## جوهر التعليم
المقال الرئيسي: التعليم
- كلية (مؤسسة)
- واجب منزلي
- تعلم
- مكتبة
- طالب
- مهارات الدراسة
- مدرس
- جامعة

## الطرق البديلة للتعليم
- تعليم منزلي

## فلسفات تربوية
- لا مدرسية

## فروع التعليم

### مستويات التعليم
- تعليم قبل مدرسي
- تعليم ابتدائي
- تعليم ثانوي
- التعليم والتدريب المهني (VET)
- تعليم ثالثي
- التعليم العالي
- التعلم الذاتي (Autodidacticism)

### أنواع التعليم
- أكاديمي
- تعليم الكبار
- تعليم بديل
- تعليم عام
- تعليم خاص

### التعليم بحسب التخصص أو القسم
- تعليم زراعي
- تربية فنية
- تعليم تجاري
- تعليم الكيمياء
- تعليم عن بعد
- تعليم الموهوبين
- تعليم لاهوتي
- تعليم اللغة
- تعليم قانوني
- تعليم الرياضيات
- تعليم طبي
- تربية موسيقية
- تعليم الفيزياء
- تعليم ديني
- تعليم العلوم
- تربية خاصة
- تربية جنسية
- تعليم مهني

## درجات وشهادات في مجال التعليم
- بكالوريوس في التربية
- ماجستير في التربية
- دكتوراه في التربية

## تاريخ التعليم
المقال الرئيس: تاريخ التعليم
- تاريخ التعليم الأكاديمي
- تعليم كلاسيكي
- تاريخ التعليم في الصين
- تاريخ التعليم في الهند
- تاريخ التعليم في اليابان
- تاريخ التعليم في الولايات المتحدة
- التعليم الشعبي

## مفاهيم عامة عن التعليم
- تعليم الكبار
- التعليم البديل
- تعديل السلوك
- مجلس التعليم
- الكتاب المدرسي
- التعلم التعاوني
- كلية (مؤسسة)
- التربية المقارنة
- التعليم الإلزامي
- التعليم المستمر
- منهج دراسي
- مدرسة الديمقراطية
- وزارة التربية والتعليم
- التعليم التنموي
- تعليم إلكتروني
- رسوم متحركة تعليمية
- فلسفات تربوية
- علم النفس التربوي
- تكنولوجيا التعليم
- تعلم تجريبي
- التعليم المجاني
- فهرس المصطلحات المتعلقة بالتعليم
- تقدير دراسي (تعليم)
- واجب منزلي
- تعليم إنساني
- تكنولوجيا تعليمية
- تعليم لغوي
- تعلم
- تعليم إلكتروني 2.0
- تعلم من خلال التدريس (LdL)
- مجتمع تعلمي
- مكتبة
- مهارات حياتية
- تعليم مدى الحياة
- قائمة المُعلمين
- تعليم طبي
- مجموعات التعلم عبر الإنترنت
- الإفراط في التعليم
- علم التربية
- تعليم تدريجي
- تعليم علاجي
- مدرسة
- تعليم غير مختلط
- تنشئة اجتماعية
- طالب
- مهارات الدراسة
- علم تصنيف الأهداف التعليمية (تصنيف بلوم Bloom)
- مدرس
- تعليم عال
- جامعة
- تعليم مهني

## العلماء والرواد في مجال التعليم
- جون تايلور جاتو

## قوائم التعليم
- قائمة بالبلدان حسب الإنفاق على التعليم (% من إجمالي الناتج المحلي)
- قائمة بالمدارس
- قائمة بالجامعات والكليات

## وصلات خارجية
- international review of curriculum and assessment framework a very useful website that provides comparative information about the education system of many countries.
- "Educate a Woman, You Educate a Nation" - South Africa Aims to Improve its Education for Girls WNN - Women News Network. August 28, 2007. Lys Anzia
- World Bank Education
- spanish in spain |spanish school in spain
- UNESCO - International Institute for Educational Planning
- UNESCO IBE Database: Information on almost every education system in the world[وصلة مكسورة]
- UNESCO Institute for Statistics: International comparable statistics on education systems نسخة محفوظة 15 مايو 2007 على موقع واي باك مشين.
- Wikipedia Education category tree
- WikEd نسخة محفوظة 4 يوليو 2008 على موقع واي باك مشين. is a Wiki set up specificially for educators and education research.
- The Encyclopedia of Informal Education
- The Theory Into Practice Database نسخة محفوظة 2 سبتمبر 2011 على موقع واي باك مشين.
- Education politics نسخة محفوظة 19 أغسطس 2006 على موقع واي باك مشين. at ويكيا
- The Literacy Council Citizen Advocates for Quality Education
- The World Innovation Summit for Education